# 愛しい人
「愛しい人」（いとしいひと）は、2021年5月19日にSony Recordsから発売された、日本のバンド・SUPER BEAVERの通算14枚目のシングル。

## 概要
表題曲は、テレビ朝日系 金曜ナイトドラマ『あのときキスしておけば』主題歌。
初回生産限定盤のみ表題曲のMusic VideoとMV制作ドキュメント映像が収録されたDVDが付属されている。

## 収録曲

### CD
作詞・作曲：柳沢亮太 / 編曲：SUPER BEAVER
1. 愛しい人
  - テレビ朝日系 金曜ナイトドラマ『あのときキスしておけば』主題歌
2. ほっといて
3. はちきれそう

### DVD

#### 初回生産限定盤
- 「愛しい人」Music Video
- 「愛しい人」MV制作ドキュメント映像